# 時代遅れの恋人たち
「時代遅れの恋人たち」（じだいおくれのこいびとたち）は、中村雅俊の楽曲で9枚目のシングル。1978年11月1日に日本コロムビアから発売された。

## 概要
アルバム『Shy Guy Masatoshi』にも当シングル2曲が収録されているが松任谷正隆による編曲での別バージョン。
オリコンチャートの登場週数は26週、チャート最高順位は週間18位、累計17.5万枚のセールスを記録した。

## タイアップ
「時代遅れの恋人たち」はNTV系ドラマ『ゆうひが丘の総理大臣』主題歌。B面「海を抱きしめて」は、同ドラマエンディングテーマで、またこの曲はSTVラジオの『明石英一郎のアタックヤング』のエンディングにも使用された。

## 収録曲
両楽曲とも、作詞：山川啓介、作曲：筒美京平、編曲：大村雅朗

### A面
1. 時代遅れの恋人たち（3分12秒）

### B面
1. 海を抱きしめて（3分20秒）

## カバー
- イカロス（早見沙織）、ニンフ（野水伊織）、アストレア（福原香織）（2009年） - テレビアニメ『そらのおとしものf』第12話エンディングテーマ。
- 氣志團（2021年） - 筒美京平トリビュート・アルバム『Oneway Generation』収録。